# Visard

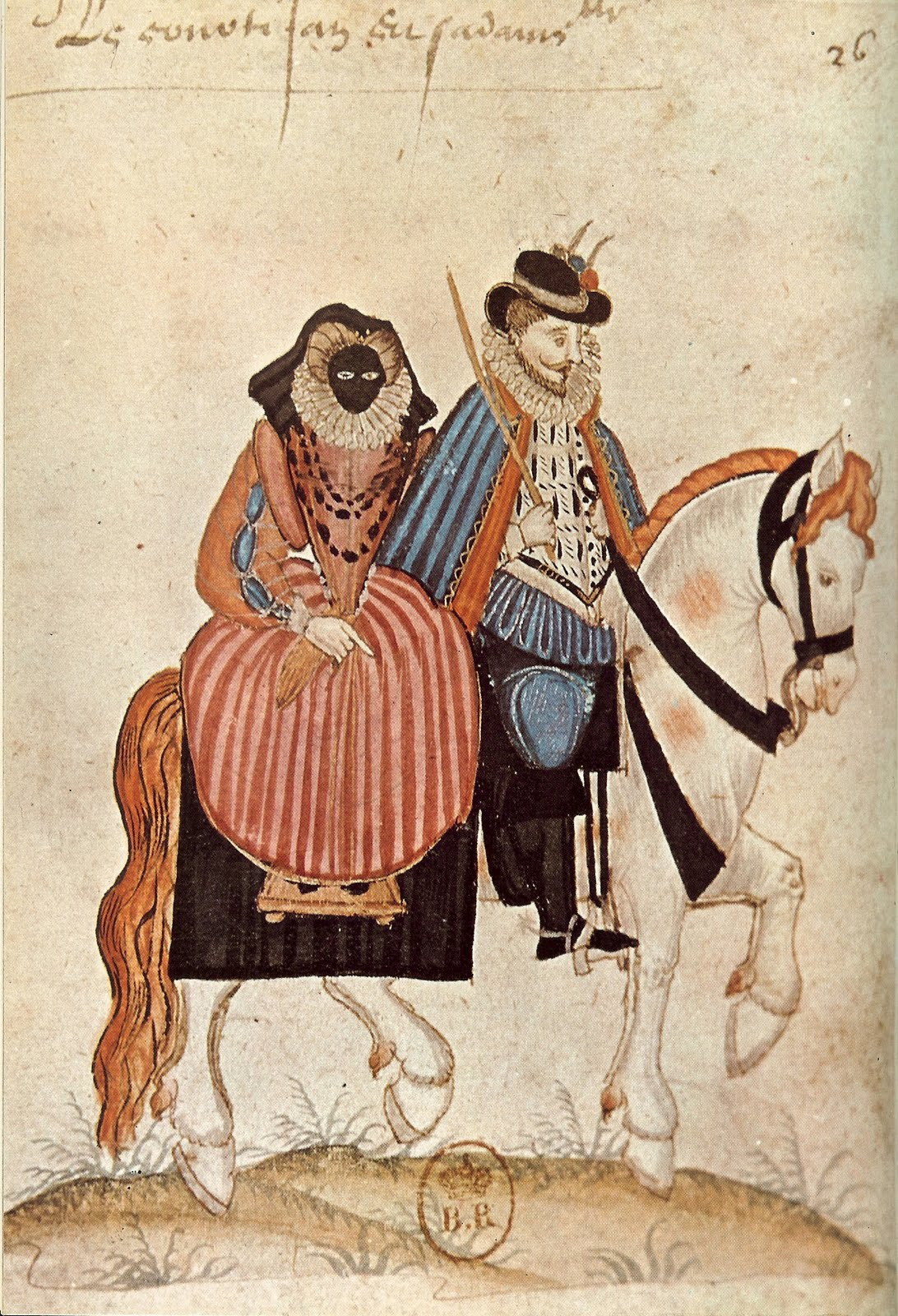
Una mujer francesa del usa un visard mientras monta con su esposo; 1581.

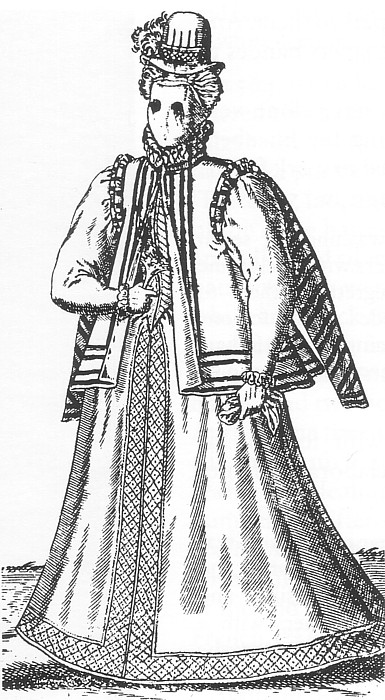
Mujer usando un visard, grabado de Abraham de Bruyn, 1581.

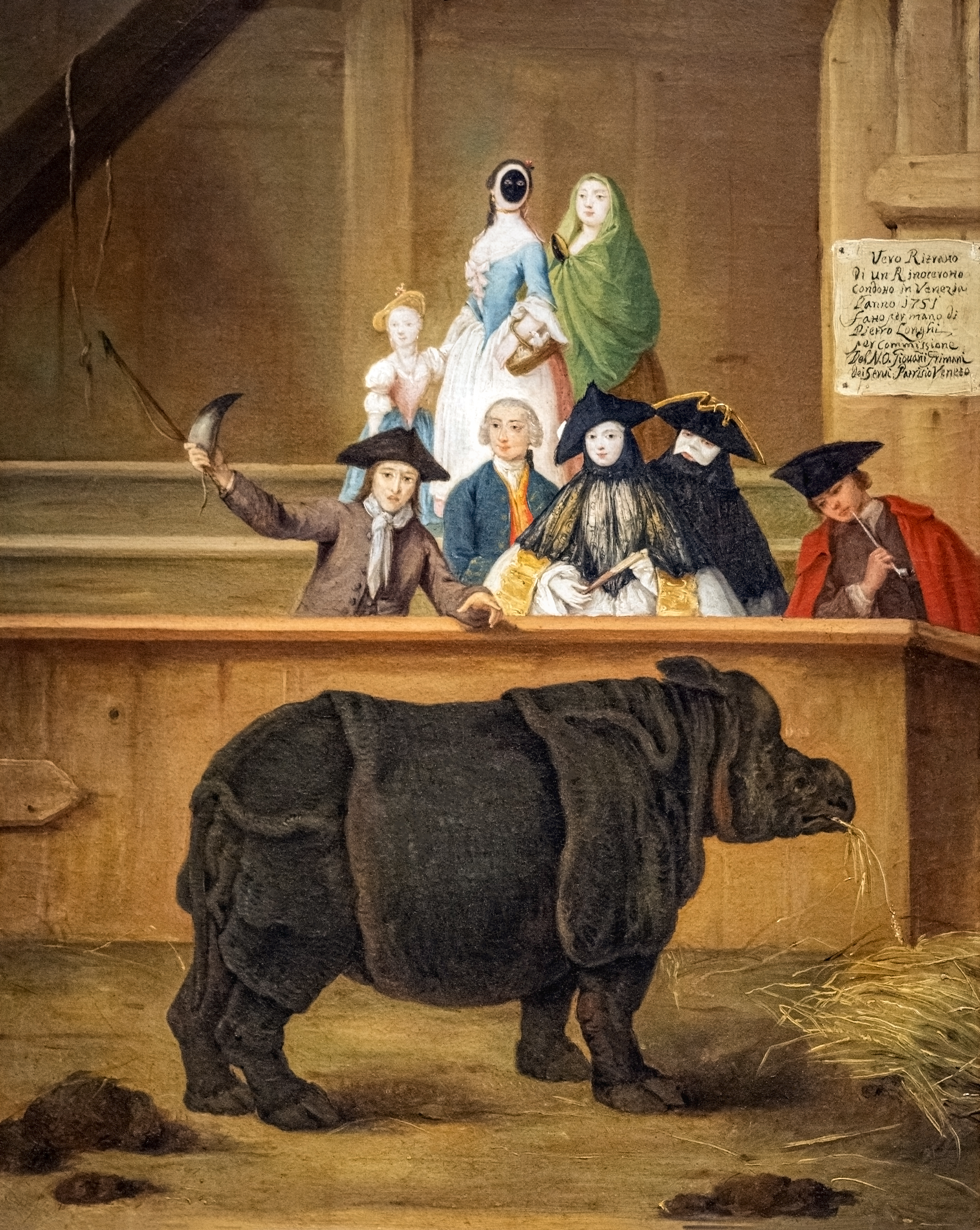
Una mujer usando una moretta muta aparece en este cuadro de 1751 de Pietro Longhi.

Un visard (también escrito vizard) o moretta muta fue una máscara ovalada de terciopelo negro, que usaban las mujeres de la aristocracia que viajaban en el siglo XVI para proteger su piel del bronceado. No se sujetaba con ningún tipo de cierre, la portadora solo mantenía apretada una cuenta por el lado interior de la máscara entre sus dientes. La moda de la época para las mujeres ricas era tener la piel pálida, pues estar bronceado sugería que la portadora trabajaba afuera y por lo tanto, era pobre.

Cuando salían a montar tenían viseras de terciopelo... con las que cubrían sus caras y tenían agujeros en los ojos por donde miran, si un hombre no conocía de antemano su disfraz, y tuviera la oportunidad de encontrarse con una pensaría que se ha topado a un monstruo o un demonio: por cara no vería nada, sino dos anchos agujeros contra sus ojos con vidrios en ellos.
Phillip Stubbes; Anatomy of Abuses (1583)

 Un visard recuperado de la pared de un edificio del siglo XVI en Daventry, Inglaterra.
 En Venecia, el visard se convirtió en un diseño sin orificio para la boca, la moretta muta (morena u oscura muda, en italiano), y se sostenía con un botón interior entre los dientes en lugar de una cuenta. Evitar el habla era aquí un acto deliberado, con la intención de realzar aún más el misterio de la mujer enmascarada con ella durante el Carnaval.
La generalización de carruajes y carrozas para viajar y finos velos enganchados al sombrero o tocado cubriendo el rostro la hicieron obsoleta.

## Citas
1. ↑  Elgin, 2005.
2. ↑  Portable Antiquities Scheme, 2010.
3. ↑  Steward y Knox, 1996, p. 56.